# Kajakarstwo na Letnich Igrzyskach Olimpijskich 1964 – K-2 1000 m mężczyzn
Zawody w kajakarstwie klasycznym (K2) na dystansie 1000 m mężczyzn na Letnich Igrzyskach Olimpijskich 1964 zostały rozegrane w dniach 20 października (eliminacje i repasaże), 21 października (półfinały) i 22 października (finał). W zawodach wzięło udział 28 zawodników z 14 państw.

## Rezultaty
| Legenda | Legenda            | Legenda | Legenda  | Legenda | Legenda         | Legenda | Legenda                  | Legenda | Legenda         |
| ------- | ------------------ | ------- | -------- | ------- | --------------- | ------- | ------------------------ | ------- | --------------- |
| QS      | Awans do półfinału | R       | Repasaże | QF      | Awans do finału | DNS     | Zawodnik nie wystartował | DSQ     | Dyskwalifikacja |

### Eliminacje[1]
| Poz. | Zawodnicy                            | Reprezentacja | Czas    | Uwagi |
| ---- | ------------------------------------ | ------------- | ------- | ----- |
| 1    | Heinz Büker Holger Zander            | Niemcy        | 3:44.25 | QS    |
| 2    | György Mészáros Imre Szöllősi        | Węgry         | 3:46.14 | QS    |
| 3    | Cesare Beltrami Cesare Zilioli       | Włochy        | 3:46.43 | QS    |
| 4    | Władysław Zieliński Stefan Kapłaniak | Polska        | 3:47.71 | R     |
| 5    | René Roels Henri Verbrugghe          | Belgia        | 3:50.07 | R     |
| 6    | Gordan Jeffery Adrian Powell         | Australia     | 3:50.42 | R     |
| –    | Kurt Heubusch Günther Pfaff          | Austria       | DNS     |       |
| –    | Aleksandr Kerčov Staniša Radmanović  | Jugosławia    | DNS     |       |

| Poz. | Zawodnicy                            | Reprezentacja     | Czas    | Uwagi |
| ---- | ------------------------------------ | ----------------- | ------- | ----- |
| 1    | Haralambie Ivanov Vasilie Nicoarǎ    | Rumunia           | 3:40.57 | QS    |
| 2    | Anton Geurts Paul Hoekstra           | Holandia          | 3:40.67 | QS    |
| 3    | Sven-Olov Sjödelius Gunnar Utterberg | Szwecja           | 3:42.65 | QS    |
| 4    | Erik Kaługin Ibragim Chasanow        | ZSRR              | 3:44.66 | R     |
| 5    | Preben Jensen Hans Knudsen           | Dania             | 3:47.01 | R     |
| 6    | Gabor Joo Michael Brown              | Kanada            | 3:51.57 | R     |
| 7    | Tony Ralphs Gert Grigoleit           | Stany Zjednoczone | 3:54.01 | R     |
| 8    | Hideo Kobayashi Katsufusa Kashimura  | Japonia           | 4:00.94 | R     |

### Repasaże[2]
| Poz. | Zawodnicy                            | Reprezentacja     | Czas    | Uwagi |
| ---- | ------------------------------------ | ----------------- | ------- | ----- |
| 1    | Gordan Jeffery Adrian Powell         | Australia         | 3:51.19 | QS    |
| 2    | Preben Jensen Hans Knudsen           | Dania             | 3:51.43 | QS    |
| 3    | Władysław Zieliński Stefan Kapłaniak | Polska            | 3:52.49 | QS    |
| 4    | Tony Ralphs Gert Grigoleit           | Stany Zjednoczone | 3:54.31 |       |

| Poz. | Zawodnicy                           | Reprezentacja | Czas    | Uwagi |
| ---- | ----------------------------------- | ------------- | ------- | ----- |
| 1    | Erik Kaługin Ibragim Chasanow       | ZSRR          | 3:50.20 | QS    |
| 2    | Gabor Joo Michael Brown             | Kanada        | 3:53.97 | QS    |
| 3    | René Roels Henri Verbrugghe         | Belgia        | 3:57.27 | QS    |
| 4    | Hideo Kobayashi Katsufusa Kashimura | Japonia       | 4:03.67 |       |

### Półfinały[3]
| Poz. | Zawodnicy                            | Reprezentacja | Czas    | Uwagi |
| ---- | ------------------------------------ | ------------- | ------- | ----- |
| 1    | Sven-Olov Sjödelius Gunnar Utterberg | Szwecja       | 3:45.90 | QF    |
| 2    | Erik Kaługin Ibragim Chasanow        | ZSRR          | 3:46.43 | QF    |
| 3    | Heinz Büker Holger Zander            | Niemcy        | 3:47.46 | QF    |
| 4    | Władysław Zieliński Stefan Kapłaniak | Polska        | 3:49.24 |       |

| Poz. | Zawodnicy                         | Reprezentacja | Czas    | Uwagi |
| ---- | --------------------------------- | ------------- | ------- | ----- |
| 1    | Haralambie Ivanov Vasilie Nicoarǎ | Rumunia       | 3:49.02 | QF    |
| 2    | Preben Jensen Hans Knudsen        | Dania         | 3:51.20 | QF    |
| 3    | Cesare Beltrami Cesare Zilioli    | Włochy        | 3:52.27 | QF    |
| 4    | Gabor Joo Michael Brown           | Kanada        | 3:52.90 |       |

Wyścig 3
| Poz. | Zawodnicy                     | Reprezentacja | Czas    | Uwagi |
| ---- | ----------------------------- | ------------- | ------- | ----- |
| 1    | Anton Geurts Paul Hoekstra    | Holandia      | 3:49.41 | QF    |
| 2    | Gordan Jeffery Adrian Powell  | Australia     | 3:50.98 | QF    |
| 3    | György Mészáros Imre Szöllősi | Węgry         | 3:52.15 | QF    |
| 4    | René Roels Henri Verbrugghe   | Belgia        | 3:53.66 |       |

### Finał[4]
| Poz. | Zawodnicy                            | Reprezentacja | Czas    |
| ---- | ------------------------------------ | ------------- | ------- |
|      | Sven-Olov Sjödelius Gunnar Utterberg | Szwecja       | 3:38.54 |
|      | Anton Geurts Paul Hoekstra           | Holandia      | 3:39.30 |
|      | Heinz Büker Holger Zander            | Niemcy        | 3:40.69 |
| 4    | Haralambie Ivanov Vasilie Nicoarǎ    | Rumunia       | 3:41.12 |
| 5    | György Mészáros Imre Szöllősi        | Węgry         | 3:41.39 |
| 6    | Cesare Beltrami Cesare Zilioli       | Włochy        | 3:43.55 |
| 7    | Erik Kaługin Ibragim Chasanow        | ZSRR          | 3:44.19 |
| 8    | Gordan Jeffery Adrian Powell         | Australia     | 3:44.52 |
| 9    | Preben Jensen Hans Knudsen           | Dania         | 3:47.31 |